# Laura Koesten
Laura Koesten ist eine österreichische Wissenschafterin im Bereich Künstliche Intelligenz (KI) und Dateninteraktion. Gegenwärtig ist sie Postdoktorandin an der Fakultät für Informatik der Universität Wien und leitet ein WWTF Projekt im Bereich des Digitalen Humanismus.

## Ausbildung
Laura Koesten begann ihre berufliche Laufbahn als selbstständige Physiotherapeutin, bevor sie sich für einen Wechsel in die Wissenschaft entschied. Ihre akademische Laufbahn führte sie nach Großbritannien, wo sie ihren Doktortitel an der University of Southampton in Zusammenarbeit mit dem Open Data Institute erwarb. Für ihre Doktorarbeit war sie EC Marie Curie Skłodowska-Stipendiatin am Open Data Institute, ihre Dissertation trägt den Titel „A User-Centred Perspective on Structured Data Discovery.“
Nach ihrer Promotion arbeitete sie als leitende wissenschaftliche Mitarbeiterin am King’s College London, wo sie sich intensiv der Forschung widmete. Seit 2021 ist sie Postdoktorandin an der Universität Wien in der Forschungsgruppe für Visualisierung und Datenanalyse (VDA) und externe Forscherin am King’s College London im Vereinigten Königreich.

## Forschung und Karriere
Laura Koesten erforscht Human Data Interaction mit dem Ziel, die Entscheidungsprozesse, die in jeder Phase der Datenverarbeitung stattfinden, transparenter zu machen. Dazu gehört, zu untersuchen, wie Menschen Daten finden und interpretieren, Methoden zu entwickeln, um Daten und Modelle einem vielfältigen Publikum zu erklären, und Werkzeuge zu schaffen, die diese Bemühungen unterstützen. Sie beschäftigt sich auch mit „human-technology interaction“, also der Interaktion zwischen Mensch und Maschine und leitet Forschungsarbeiten, um zu untersuchen, ob öffentliche Interpretationen von Daten in Visualisierungen mit den Botschaften übereinstimmen, die ihre Erstellerinnen vermitteln möchten. In ihrer Forschung bezieht sie Teilnehmerinnengruppen ein, die aufgrund ihres soziodemografischen Hintergrunds in der Informatikforschung nicht häufig vertreten sind.
Sie leitet das Projekt "Talking Charts", ein vom Wiener Wissenschafts-, Forschungs- und Technologiefonds (WWTF) (ICT20-065) gefördertes Projekt. Dieses Projekt wurde in KurierTV (Kurier Medienhaus) vorgestellt, das sie 2024 zu einer Diskussion mit dem Titel „Von Macht oder Ohnmacht der Bilder“ einlud, die auch in den Nachrichtenmagazinen Kurier und Profil vorgestellt wurde. Das Interview beleuchtete die Komplexität der visuellen Datenkommunikation in der modernen Zeit.
Im Jahr 2024 erhielt Koesten den Hedy Lamarr Preis, der von der Stadt Wien gemeinsam mit DigitalCityVienna und Urban Innovation Vienna verliehen wird. Der Hedy Lamarr Preis würdigt herausragende Leistungen von Forscherinnen in Österreich im Bereich der Informationstechnologie. Er hebt die Rolle und Bedeutung von Frauen in der IT hervor und zielt darauf ab, sie zu stärken.

## Preise und Auszeichnungen
- Hedy Lamarr Preis (2024)

## Veröffentlichungen (Auswahl)
- Human-Centered Data Discovery. Springer, Cham[16]